# Vanderhorstia attenuata
Vanderhorstia attenuata är en fiskart som beskrevs av Randall 2007. Vanderhorstia attenuata ingår i släktet Vanderhorstia och familjen smörbultsfiskar. Inga underarter finns listade i Catalogue of Life.